# Sent Matre
Sent Matre (en francès Saint-Matré) és un antic municipi francès, situat al departament de l'Òlt i a la regió d'Occitània.
El municipi tenia Sent Matre com a capital administrativa, i també comptava amb els agregats de los Boissons, Vidon, Sèrras, Colorgas i Mostanç.
El 2019 es va fusionar amb els municipis veïns de lo Bolben, Fargas i Sauç per a formar el municipi de Lo Bolben, Fargas, Sent Matre e Sauç.

## Demografia
| 1962                                       | 1968 | 1975 | 1982 | 1990 | 1999 | 2006 |
| ------------------------------------------ | ---- | ---- | ---- | ---- | ---- | ---- |
| 165                                        | 185  | 137  | 139  | 151  | 122  | 132  |
| Des de 1962: població sense dobles comptes |      |      |      |      |      |      |

## Administració
| Període | Identitat           | Partit |
| ------- | ------------------- | ------ |
| 2001-   | Christian Bessières |        |